# Edmundo Concha
Edmundo Concha Contreras (Temuco, 2 de agosto de 1918- Santiago, 26 de octubre de 1998) fue un periodista, escritor y crìtico literario chileno.

## Biografía
Edmundo Concha Contreras nació el 2 de agosto de 1918 en Temuco donde pasò su infancia en el campo en casa de su abuelo paterno; misma casa donde crecìa y vivìa su tìo, el poeta Gilberto Concha  (pseudòmino Juvencio Valle) Con ocho años la familia se muda a Santiago. 
Desde temprana edad mostró interés por las letras colaborando ya en Santiago en publicaciones como El Peneca  bajo el pseudònimo de Tredo, y más tarde en Don Fausto. Realizó sus estudios en el Liceo Miguel Luis Amunátegui y obtuvo el título en periodismo en la Universidad Católica de Chile.
En 1955 se casa con Elena Rafide Batarce,  hermana del poeta Matìas Rafide, con quien tuvieron cuatro hijos.  Edmundo Concha falleció en Santiago el 26 de octubre de 1998.

## Trayectoria

### Como topógrafo
En cuanto a su trayectoria laboral, inició como topógrafo entre 1935 y 1941,[cita requerida] posteriormente trabajó como dibujante técnico en la Dirección General de Obras Públicas.[cita requerida] En 1951, ocupó el cargo de jefe de relaciones públicas en ENDESA y se desempeñó como profesor de Técnica de la Expresión en la Universidad de Chile.[cita requerida]

### Como escritor
Además de su labor académica, Concha Contreras colaboró en los Anales de la Universidad de Chile como escritor. Asimismo, contribuyó en publicaciones como Atenea, Las Últimas Noticias (entre 1947 y 1961), Comunicación y Medios (1985) y El Mercurio (1961-1998). Destacó como crítico literario y también incursionó en la escritura, siendo su novela más reconocida «Los gusanos» de 1946, la cual contó con un prólogo de Alone. En 1997, se publicó el libro "La huella de los días", que recopiló algunas de sus columnas más relevantes.
En reconocimiento a su buen uso del idioma castellano, recibió en 1985 el premio Alejandro Silva de la Fuente, otorgado por la Academia Chilena de la Lengua.

## Libros publicados
- Los gusanos (1946)[4]
- Ahí va Pablo Neruda (1969)
- Antología Precoz de Marcos Denevi (1970)[6]
- La novela latinoamericana de hoy (1973)
- La Huella de los días (1987)[5]
- Dìa en Dìa, Meditaciones (2014), libro pòstumo. Academia Chilena de la Lengua.
- Caìda de las Hojas (2018), libro pòstumo. Academia Chilena de la Lengua.